# Hamma (Germania)
Hamma era un comune di 294 abitanti della Turingia, in Germania. A partire dal 1º dicembre 2010 è stato incorporato come frazione, insieme ai comuni di Auleben, Uthleben e Windehausen, nella città di Heringen/Helme, appartenente al circondario (Landkreis) di Nordhausen (targa NDH). A nord si estende il bassopiano del Goldene Aue.